# إدوارد ميرون
إدوارد ميرون (ولد عام 1937)، هو رافع أثقال فلسطيني (من عرب ال 48)، مثّل إسرائيل في أولمبياد روما عام 1960،  وكان أول عربي (واحد من إثنين فقط) يمثل إسرائيل في الألعاب الأولمبية.

## السيرة الذاتية
ولد ميرون عام 1937 في حيفا لعائلة مسيحية مارونية من أصول لبنانية. عام 1956، أثناء عمله في محل نجارة في حيفا، أنقذ حياة طفل رضيع يبلغ من العمر 6 أشهر من حريق حيث اقتحم الشقة المحترقة وأخرجه منها.
في عام 1957، بدأ بالتدرب على رفع الأثقال بشكل احترافي بعد تطوير الفرع في إسرائيل بواسطة يعقوب سبرينغر.  في يوليو 1959 شارك ميرون لأول مرة في مسابقة دولية ضمن " العاب SKA" التي أقيمت في " لينز" النمسا - في هذه المسابقة، رفع 237.5 كجم وفاز بالمركز الأول في "وزن الديك".
في عام 1960، شارك ميرون في أولمبياد روما و تنافس في مسابقة  "وزن الديك". حصل على نتيجة 80 كجم في الضغط,و82.5 كجم في الأرجوحة و107.5 كجم في الدفع , أي ما مجموعه 270 كجم. كانت نتائج الضغط والتأرجح أرقاما قياسية اسرائيلية جديدة، لكنه حصل على المرتبة التاسعة عشر من بين 22 رافع أثقال تنافسوا عن هذه الفئة. بعد الالعاب الاولمبية،  بدأ ميرون بتدريب رافعي الأثقال كجزء من فريق "هبوعيل يوكنعام".
في بطولة العالم لرفع الأثقال التي أقيمت في "فيينا" عام 1961، قام ميرون بتحسين سجلاته الاسرائيلية ورفع 87.5 كجم في الرفع و 115 كجم في الدفع. كانت نتيجته الإجمالية البالغة 295 كجم أيضًا رقمًا قياسيًا اسرائيليًا جديدًا.
في مهرجان "هبوعليم" الرياضي الذي اقيم في "سالزبورغ" عام 1963، فاز ميرون بميدالية ذهبية في "وزن الريشة "، وفي بطولة العالم التي أقيمت في "ستوكهولم" في ذلك العام حاز على  المرتبة ال11 من بين 17 رافع اثقال.
في عام 1964، اقترب ميرون ويوسف رومانو من تحقيق المعيار الأولمبي لكنهما فشلا في الوصول إليه ولم يتم تضمينهما في الوفد الإسرائيلي إلى أولمبياد "طوكيو"(1964). ابتداءً من هذا العام كان هناك تراجع في مسيرة ميرون ولم يتمكن من العودة الى الانجازات الكبيرة، بعد مذبحة الرياضيين في "ميونخ" حيث قتل مدربه وزملائه في رفع الأثقال، واعتزل الرياضة.
في عام 1996 بترت ساق ميرون بسبب مرض،  وفي عام 2003 أصيب بجلطة دماغية شديدة . تم نشر حالته الصحية وحقيقة انه يعيش في شقة لا يمكن الوصول إليها في وسائل الإعلام في أواخر العقد الأول من القرن الحادي والعشرين، ونتيجة لذلك، تم سماع تصريحات من السياسيين الذين وعدوا بالاعتناء بالوضع .

## وصلات خارجية
- إدوارد موارن على موقع أوليمبيديا (الإنجليزية)